# Tartus (província)
O Distrito de Tartus ou Tartous  (em árabe: مُحافظة طرطوس) é um dos quatorze distritos (muhafazat) da Síria. Está situado na porção ocidental do país, ao sul de Lataquia e a oeste de Homs e de Hama, na fronteira com o Líbano. Tem uma área territorial de 1.890 km² ou 1.892 km², e sua população é de 750.000 habitantes (estimativa de 2007). Sua capital é a cidade homônima. O porto de Tartus possui uma instalação naval russa.

## Subdistritos
- Xeique Badre
- Banias
- Duraiquixe
- Safita
- Tartus